# Білий Колодець (Калузька область)
Білий Колодець (рос. Белый Колодец) — присілок в Жиздринському районі Калузької області Російської Федерації.
Населення становить 35 осіб. Входить до складу муніципального утворення Присілок Младенськ.

## Історія
Від 2004 року входить до складу муніципального утворення Присілок Младенськ

## Населення
| 2002 | 2010 |
| ---- | ---- |
| 50   | ↘35  |